# 47 de l'Ossa Major d
47 de l'Ossa Major d (47 Ursae Majoris d) és un planeta extrasolar que es troba a aproximadament 46 anys llum de la Terra a la constel·lació de l'Ossa Major El planeta va ser descobert en un període llarg al voltant de l'estrella 47 Ursae Majoris. És actualment el planeta més exterior conegut al seu sistema planetari. La seva òrbita dura 38 anys i la planeta té una massa com a mínim 1,64 vegades la de Júpiter. És el planeta amb el període més llarg descobert amb l'espectroscòpia Doppler. L'evidència del planeta va ser descoberta utilitzant el periodegrama Bayesian Kepler el març de 2010.

Òrbites dels planetes de 47 Ursae Majoris coneguts. 47 UMa d és el planeta més exterior.